# نجیب غمیض
نجیب غمیض (انگلیسی: Néjib Ghommidh؛ زادهٔ ۱۲ مارس ۱۹۵۳) بازیکن سابق فوتبال اهل تونس است.
وی عضو تیم ملی فوتبال تونس در جام جهانی فوتبال ۱۹۷۸ بوده است.